# Dwight D. Eisenhower
Dwight David Eisenhower (født 14. oktober 1890, død 28. marts 1969) var USA's præsident fra 1953 til 1961. 
Dwight D. Eisenhower blev født i Texas som den tredje af syv børn. I 1915 bestod Eisenhower eksamen ved USA's militærakademi West Point, og året efter blev han gift med Mamie Geneva Doud i Denver i Colorado. De fik to børn. 

## Militære karriere
Under 1. verdenskrig gjorde han tjeneste i infanteriet og kampvognskorpset. Han blev beordret til fronten i Frankrig, men nåede den ikke før krigen sluttede.
Man fik øje på hans store administrative kompetence, og efter angrebet på Pearl Harbor i 1941 kom han som general til stabstjeneste i Washington. Allerede i 1942 blev han øverstkommanderende for de amerikanske styrker i Europa og kom til at lede landgangen i Nordafrika, erobringen af Sicilien og det sydlige Italien i 1943. 
Samme år blev han udnævnt som øverstbefalende over de allierede styrker i Europa og blev således ansvarlig for den enorme, militære operation, der blev iværksat med invasionen i Normandiet i juni 1944. Ved siden af sin administrative kompetence besad Eisenhower også et stort diplomatisk talent. Et talent, han i høj grad fik brug for i samarbejdet med de meget selvbevidste generaler i de allierede styrker, f.eks. den britiske Montgomery og den amerikanske pansergeneral George Patton. 
Efter den sejrrige krigsafslutning i Europa i maj 1945 ledede han den amerikanske demobilisering. Han blev stabschef, og fra 1950 til 1952 var han øverstkommanderende for NATO.

### Militærtitler
| Rang                               | Dato               | Enhed              |
| Rang                               |                    |                    |
| Sekondløjtnant                     | 12. juni 1915      | United States Army |
| Premierløjtnant                    | 1. juli 1916       | United States Army |
| Kaptajn                            | 15. maj 1917       | United States Army |
| Major                              | 17. juni 1918      | National Army      |
| Oberstløjtnant                     | 14. oktober 1918   | National Army      |
| Kaptajn (Fredstidsgrad)            | 30. juni 1920      | Regular Army       |
| Major                              | 2. juli 1920       | Regular Army       |
| Oberstløjtnant                     | 1. juli 1936       | Regular Army       |
| Oberst                             | 11. marts 1941     | Regular Army       |
| Brigadegeneral (en stjerne)        | 29. september 1941 | United States Army |
| Generalmajor (to stjerner)         | 27. marts 1942     | United States Army |
| Generalløjtnant (tre stjerner)     | 7. juli 1942       | United States Army |
| General (fire stjerner)            | 11. februar 1943   | United States Army |
| General of the Army (fem stjerner) | 20. december 1944  | United States Army |

## Præsidentperiode
I 1952 blev Eisenhower opstillet som præsidentkandidat af Det Republikanske Parti, og han blev i november valgt som præsident med stort flertal. Under valgkampen lovede han afslutning på Koreakrigen, og det lykkedes også at få våbenhvile i 1953. Samme år døde Stalin, og Eisenhower tilstræbte en normalisering af forholdet til Sovjetunionen. Den kolde krig var dog ikke sådan at få bugt med, og udenrigsministeren, John Foster Dulles, var uforsonlig i sit forhold til kommunisterne. Da russerne i 1957 opsendte Sputnik 1, gik oprustningen for alvor i gang igen. Eisenhower advarede dog også mod det militær-industrielle kompleks, og han arbejdede for at sikre kontrol med det. 
Indenrigspolitisk havde højrefløjen hos Republikanerne håbet på en tilbagerulning af Roosevelts og Trumans sociale reformer, og heri støttedes de af Eisenhowers vicepræsident, Richard Nixon. Men Eisenhower holdt sig til en moderat linje. Under de racistiske optøjer i 1957 i Little Rock, Arkansas satte Eisenhower forbundstropper ind for at sikre de sorte amerikaneres rettigheder.
Eisenhower døde i 1969 på Walter Reed General Hospital i Washington.

## Ekstern henvisning
- (dansk) http://www.slagmarker.dk/eisenhower.html
- Eisenhower – Farewell address Arkiveret 25. februar 2011 hos  Wayback Machine (video youtube)
- Eisenhower – Farewell address Arkiveret 24. december 2009 hos  Wayback Machine (text wikisource)